# جان-بيير سير
جان-بيير سير (بالفرنسية: Jean-Pierre Serre)‏ هو عالم رياضيات فرنسي. له مساهمات أساسية في الطوبولوجيا الجبرية والهندسة الجبرية ونظرية الأعداد الجبرية.

## روابط خارجية
- جان-بيير سير على موقع الموسوعة البريطانية (الإنجليزية)
- جان-بيير سير على موقع مونزينجر (الألمانية)